# Dennis DF
Dennis DF — среднетоннажный пожарный автомобиль, выпускаемый компанией Dennis Specialist Vehicles с 1979 по 1991 год.

## Описание
За основу Dennis DF был взят низкорамный автомобиль серии Dennis RS/SS. Полная масса транспортного средства — 16260 кг. Кроме пожарных лестниц, существуют также автоцистерны, содержащие пену или воду.
Варианты — Firebird и Waterbird. Объём воды в кузове Firebird 4500 л, тогда как в кузове Waterbird объём воды 8200 л.
Кроме Соединённого королевства, автомобиль эксплуатировался в Гонконге, на Ближнем Востоке и в Кении. Модификация DF135 эксплуатировалась в Новой Зеландии.